# Joaquín Sansano Sampere
Joaquín Sansano Sampere (San Fulgencio, Alicante, 20 de septiembre de 1939 - Torrevieja, Alicante, 1 de febrero de 2013) fue un piloto de aviación y militar español.
El 27 de marzo de 1980 trasladó desde Getafe el primer avión CASA C-101 a la Academia General del Aire (AGA). Fue nombrado General de Brigada del Ejército del Aire el 16 de diciembre de 1994, ocupando el cargo de Delegado de Defensa en Zaragoza desde septiembre de 1995 a mayo de 1997 y el de General Jefe de la Dirección de Transportes del Mando de Apoyo Logístico (MALOG) desde junio de 1997 a diciembre de 1998.

## Historia
Hijo de Antonio Sansano Chazarra y Carmen Sampere Macía, nació en la población alicantina de San Fulgencio el 20 de septiembre de 1939, ese mismo año se creó el Ejército del Aire en España. Fue el quinto de seis hermanos (Carmen, Guillermo, Marita, Pepe y Remedios).
Fue uno de los primeros estudiantes de San Fulgencio que, animado por su profesor, decidió proseguir con sus estudios, y así en 1951 se trasladó a Alicante capital. En junio de 1959, Joaquín Sansano Sampere aprobó el examen de ingreso para la Academia General del Aire (AGA) del Ejército del Aire español con sede en Santiago de la Ribera, San Javier (Murcia). Ese año se presentaron 749 aspirantes e ingresaron 99 cadetes para la Escala del Aire del Arma de Aviación y para la Escala de Intendencia, de 32 aspirantes, ingresaron 9 cadetes.
El 10 de diciembre de 1959, Joaquín Sansano Sampere juró bandera junto al resto de integrantes de la XV Promoción de la AGA. Un año después participó desfilando en la entrega del Despacho de Teniente a S.A.R. D. Juan Carlos de Borbón, el cual se había incorporado a la AGA en septiembre de 1958.
El 15 de julio de 1963, el Alférez Alumno Joaquín Sansano Sampere recibió el despacho de Teniente, comenzando sus primeros destinos operativos como piloto de caza y ataque.
El 23 de julio de 1964 contrajo matrimonio con Concepción Fuentes Lucas en la Iglesia parroquial de San Fulgencio, provincia de Alicante, con la que tuvo tres hijos.
Atesoró durante toda su carrera como piloto de aviación más de cuatro mil horas de vuelo.
En noviembre de 1975 a bordo del avión de caza F-5A, fue enviado junto con otras unidades del Ala 21 a la Base Aérea de Gando, Las Palmas de Gran Canaria por el Conflicto del Sáhara que mantenían los reinos de España y Marruecos.
El 27 de marzo de 1980 trasladó desde Getafe el primer avión CASA C-101 con matrícula 793-01 a la Academia General del Aire.
En 1991, fue nombrado Comandante Jefe del Ala 21 y Coronel de la Base Aérea de Morón, Morón de la Frontera, Sevilla. Ese mismo año se produjo la Liberación de Kuwait. Durante su mandato se produjo también el cierre definitivo de la Base Aérea de Jérez de la Frontera y el traslado de sus unidades a la Base Aérea de Morón.
Fue nombrado General de Brigada del Ejército del Aire el 16 de diciembre de 1994, ocupando el cargo de Subdirector de Formación de la Dirección de Enseñanza del Mando de Personal del Ejército del Aire desde diciembre de 1994 a agosto de 1995. A continuación ocupó el cargo de Delegado de Defensa en Zaragoza desde septiembre de 1995 a mayo de 1997 y el de General Jefe de la Dirección de Transportes del Mando de Apoyo Logístico (MALOG) desde junio de 1997 a diciembre de 1998. Como buen alicantino que era, tenía fama entre sus compañeros de profesión por cocinar exquisitas paellas. Pasó a situación de reserva en diciembre de 1998 y a situación de retiro en septiembre de 2004. Tras su retirada ofreció su fajín rojo de general a la Virgen del Remedio, Patrona de San Fulgencio, fajín que actualmente lleva la Virgen en la iglesia parroquial de este municipio de la Vega Baja del Segura. Falleció en el Hospital San Jaime de Torrevieja, Alicante, el 1 de febrero de 2013 a los 73 años de edad de cáncer de pulmón.

### Destinos

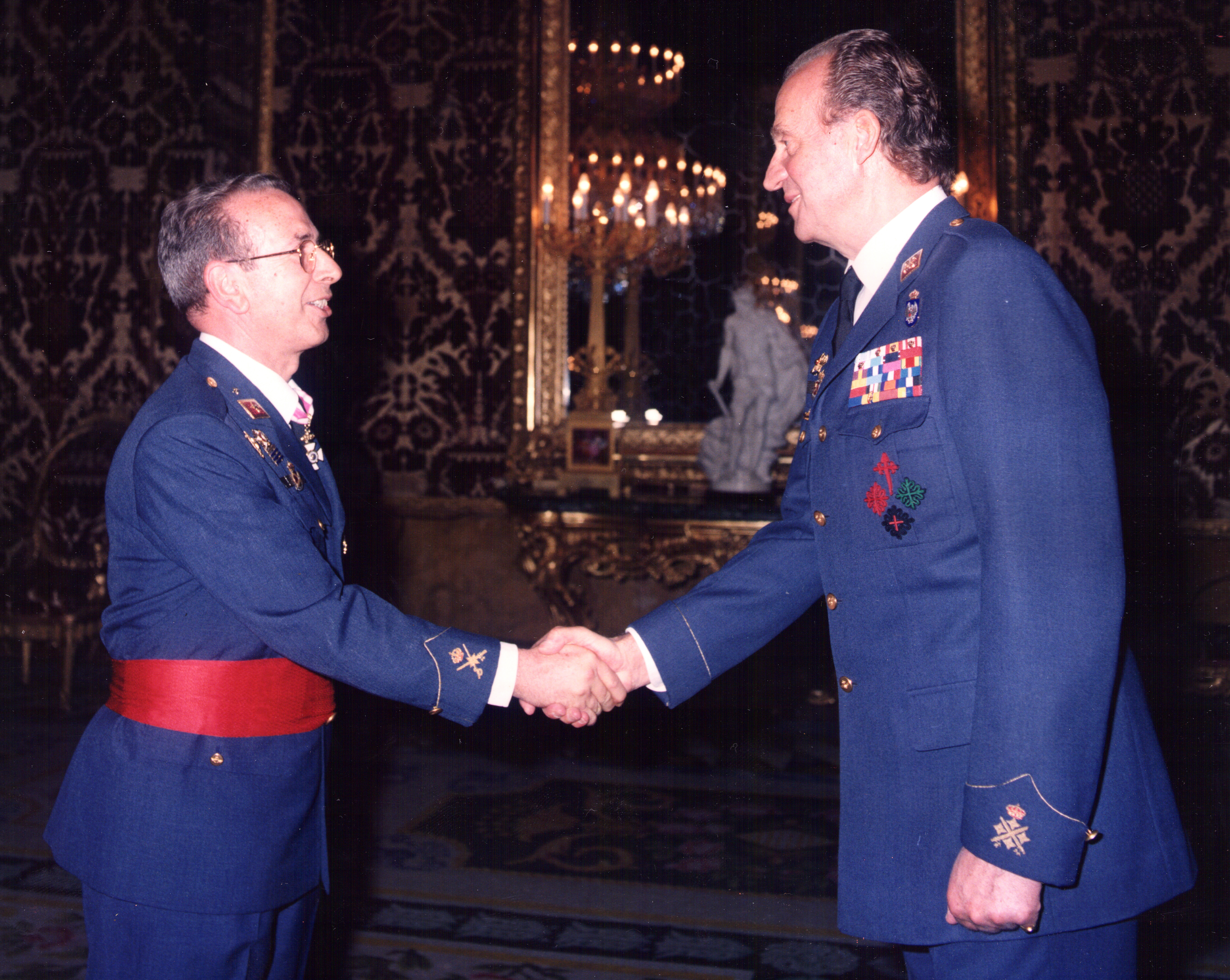
S.M. El Rey D. Juan Carlos I saludando al General Joaquín Sansano Sampere.

- Academia General del Aire - XV Promoción. 14 de julio de 1959. San Javier, Murcia.
- Ala de Caza 7. 19 de julio de 1963. El Copero, Sevilla.
- Ala 11. 29 de abril de 1965. Manises, Valencia.
- 101 Escuadrón. 24 de febrero de 1966. Morón de la Frontera, Sevilla.
- Ala 15. 16 de junio de 1967. Morón de la Frontera, Sevilla.
- Academia General del Aire. 6 de febrero de 1968. San Javier, Murcia.
- 204 Escuadrón - Ala 20. 4 de febrero de 1971. Talavera la Real, Badajoz.
- 212 Escuadrón - Ala 21. 21 de mayo de 1971. Morón de la Frontera, Sevilla.
- Cuartel General del Mando Aéreo Táctico. 8 de octubre de 1976. Tablada, Sevilla.
- Academia General del Aire. 18 de febrero de 1977. San Javier, Murcia.
- Escuela Superior del Aire. 31 de diciembre de 1982. Madrid.
- Estado Mayor del Aire. 18 de julio de 1984. Madrid.
- Estado Mayor del Aire. 10 de julio de 1989. Madrid.
- Ala 21. 26 de junio de 1991. Morón de la Frontera, Sevilla.
- Estado Mayor del Aire. 7 de junio de 1994. Madrid.
- Subdirección de Formación. 1 de enero de 1995. Madrid.
- Delegación de Defensa. 5 de septiembre de 1995. Zaragoza.
- Dirección de Transportes del MALOG. 12 de junio de 1997. Madrid.

### Cursos
- Diplomado Estado Mayor del Aire.
- Diplomado Estado Mayor Conjunto.
- Profesor de Vuelo.
- Piloto de Caza y Ataque.
- Piloto de Vuelo Básico.

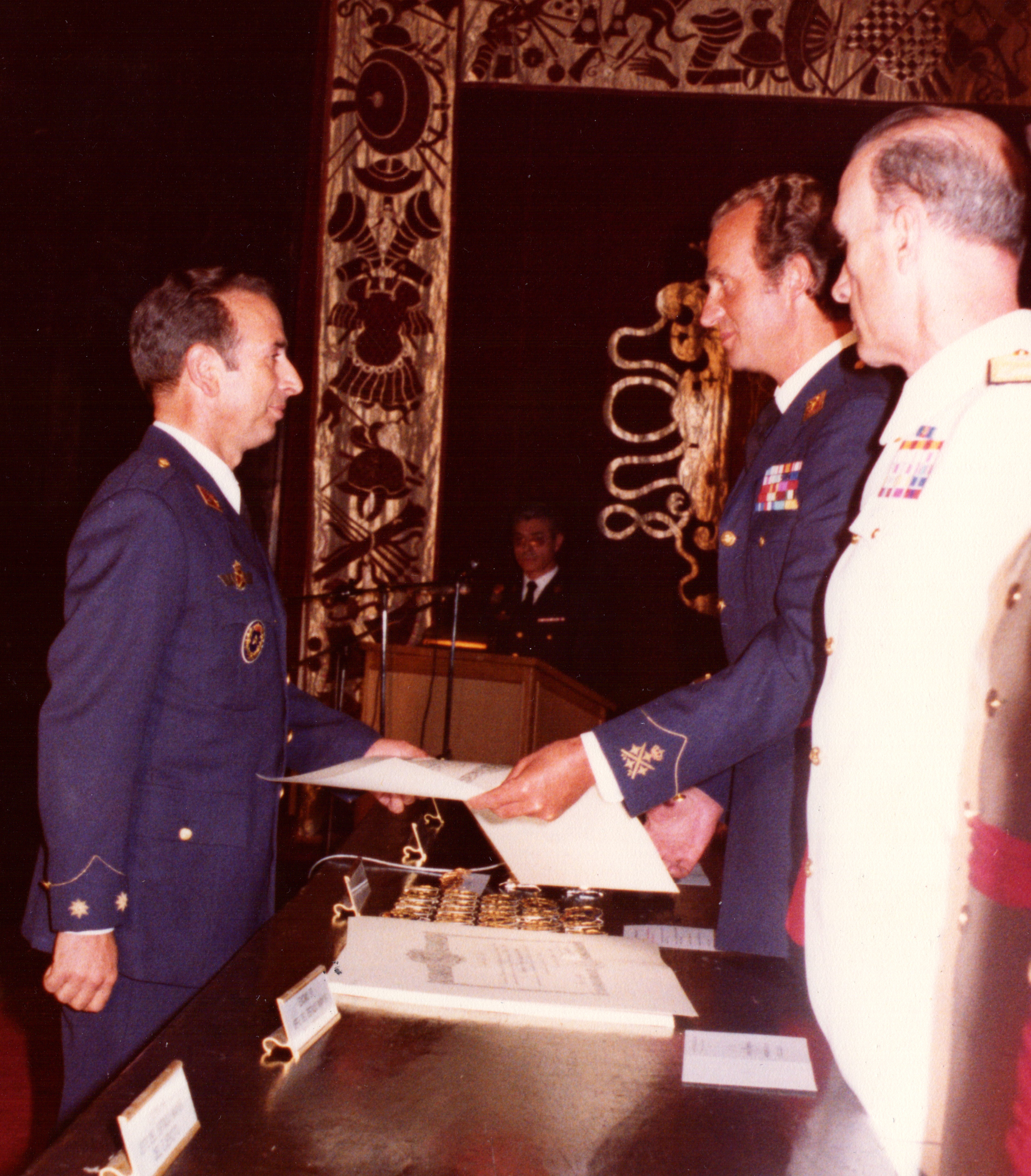
El Teniente Coronel Joaquín Sansano Sampere recibiendo de S.M. El Rey D. Juan Carlos I el Diploma del Curso de Estado Mayor del Aire.

- Orientación sobre Gestión de Crisis.
- Observador.
- Apoyo Aéreo.

### Condecoraciones
,
- Gran cruz del Mérito Aeronáutico con Distintivo Blanco.[6] 19 de diciembre de 1997.
- Caballero gran cruz de la Orden de San Hermenegildo.[7] 5 de julio de 1996.
- Placa de la Orden de San Hermenegildo. 23 de febrero de 1995.
- Medalla de la Liberación de Kuwait. 23 de diciembre de 1992.
- Encomienda de la Orden de San Hermenegildo. 1 de enero de 1990.
- En tres ocasiones, Cruz del Mérito Aeronáutico con Distintivo Blanco. La última el 2 de enero de 1989.
- Mención Honorífica Sencilla. 21 de diciembre de 1987.
- Cruz de la Orden de San Hermenegildo.
- Medalla del Sáhara Zona Combate.

### Empleos obtenidos
- Alférez: 13 de julio de 1961.
- Teniente: 15 de julio de 1963.
- Capitán: 29 de diciembre de 1966.
- Comandante: 26 de mayo de 1976.
- Teniente Coronel: 22 de diciembre de 1982.
- Coronel: 1 de julio de 1990.
- General de Brigada: 16 de diciembre de 1994.[1]

### Aviones pilotados
- Bückers Bü-131(CASA 1.131 E/L/H), (E.3B), "Jungmann" o "Bucker".

- Junkers Ju-52/3m (CASA 352L), (T.2), "Junkers".

- Messerschmitt Bf-109G (Hispano Aviación HA-1.112.M.1.L), (C.4), "Buchón".

- Beechcraft T-34A, (E.17), "Mentor".

- North American T-6, (E-16/C-6), "Texan".

- Hispano Aviación HA-200, (E-14A), "Saeta".

- Lockheed T-33, (E-15), "Shooting Star".

- North American F-86F, (C-5), "Sabre".

- Northrop F-5A, (A-9/R-9), "Freedom Fighter".

- CASA C-101EB, (E.25), "Aviojet" o "Mirlo".